# Shin'ichirō Miki
Shin'ichirō Miki (三木 眞一郎?, Miki Shin'ichirō; Tokyo, 18 marzo 1968) è un doppiatore giapponese.

## Biografia
È un membro della 81 Produce. È noto per aver doppiato James in Pokémon, Roy Mustang in Fullmetal Alchemist: Brotherhood, Kisuke Urahara in Bleach e Sir Nighteye in My Hero Academia.
Secondo il sito Anime News Network, nella primavera del 2007, Miki è il terzo più prolifico seiyū dietro Takehito Koyasu e Megumi Hayashibara con oltre 230 ruoli nel corso della sua carriera.

## Doppiaggio

### Anime
- .hack//SIGN (Crim)
- Ayashi no Ceres (Mikagi)
- Area no Kishi (Teppei Iwaki)
- Batman: Gotham Knight (Bruce Wayne)
- Black Cat (Creed Diskenth)
- Bleach (Kisuke Urahara)
- Bobobo-bo Bo-bobo (Halekulani)
- Breakers (Ren Narita)
- Holly e Benji (Benjamin Price)
- Darker than Black (Eric Nishijima)
- Detective Conan (Hagiwara Kenji episodio 304, Tokitsu Junya episodio 479)
- Tantei gakuen Q (Nanami Kōtarō)
- Devil May Cry (Modeus episodio 10)
- D.Gray-man (Bak Chan)
- El Cazador de la Bruja (Dr. Heinrich "Heinz" Schneider)
- Fate/stay night (Assassin)
- Fullmetal Alchemist: Brotherhood (Roy Mustang)
- Full Metal Panic! (Kurz Weber)
- Fushigi yûgi (Keisuke Yūki)
- Gakuen Arisu (Persona)
- Gakuen Heaven (Naruse Yukihiko)
- Gate Keepers (Jim Skylark)
- Get Backers (Teshimine Takeru)
- Gintama (Sakamoto Tatsuma)
- Gravitation (Taki Aizawa (alias Tacchi))
- Hakuouki Shinsengumi Kitan (Hijikata Toshizou)
- Hand Maid May (Cyber-X)
- Hareluya II BØY (Hareluya Hibino)
- Harukanaru Toki no Nade de Hachiyou Shou (Minamoto no Yorihisa)
- Hatenkō Yūgi (Baroqueheat)
- Hell Girl (Hiroshi "Esper" Watanabe)
- HUGtto! Pretty Cure (Restol)
- Jujutsu Kaisen 0 (Atsuya Kusakabe)
- I'm the Evil Lord of an Intergalactic Empire! (Yasushi)[1]
- Initial D (Takumi Fujiwara)
- Jing: King of Bandits (Postino)
- Strofe d'amore (Yukifumi "Yuki" Todo)
- Kiba (serie animata) (Roves)
- Kill la Kill (Aikurō Mikisugi)
- Kokoro Toshokan (Jun Uezawa)
- Koutetsu Sangokushi (Shuuyu Koukin)
- Kyo Kara Maoh! (Shinou)
- Last Exile (Mullin Shetland)
- Mashle (Innocent Zero)
- Matantei Loki Ragnarok (Ryuusuke Yamino)
- Rockman.EXE (Burnerman)
- Mobile Suit Gundam 00 (Lockon Stratos)
- Mobile Suit Gundam 00 Second Season (Lockon Stratos)
- Monkey Typhoon (Yazu)
- Monogatari (light novel) (Kaiki Deishuu)
- Mai-HiME (Wataru Ishigami)
- Naruto (Mizuki)
- New Panty & Stocking with Garterbelt (Annunciatore TV)
- Otogi Zoshi (Mansairaku)
- Panty & Stocking with Garterbelt (Annunciatore TV, Conduttore del Judgement Day)
- Pluto (Pittore Robot)
- Pokémon (James)
- Princess Princess (Sakamoto Hide)
- Reideen (Maedasaki Taro)
- R.O.D the TV (Lee Linho)
- RWBY: Ice Queendom (Roman Torchwick)
- Sabazi (Iwis)
- Lei, l'arma finale (Tetsu)
- Salaryman's Club (Tatsuru Miyazumi)
- Samurai 7 (Kyuzo)
- Samurai Champloo (Moronobu Hishikawa)
- Scrapped Princess (Shannon Casull)
- Seiyō Kottō Yōgashiten (Ono Yusuke)
- Sleepy Princess in the Demon Castle (Somnus)[2]
- Strait Jacket (Reiott Steinberg)
- Suki na mono wa suki dakara shōganai!! (Minato Shinichiro)
- Super Robot Wars Original Generation: Divine Wars (Ryusei Date)
- Inferno e paradiso (Bob Makihara)
- Tenpō Ibun Ayakashi Ayashi (Edo Genbatsu)
- Tsubasa RESERVoir CHRoNiCLE (Touya)
- Undead Murder Farce (Sherlock Holmes)
- Uragiri wa Boku no Namae wo Shitteiru (Tachibana)
- Vampire Princess Miyu (Larvae)
- Virtua Fighter (Akira Yuki)
- Viewtiful Joe (Alastor)
- I cieli di Escaflowne (Allen Schezar, Amano)
- Wangan Midnight (Tatsuya Shima)
- Wedding Peach (Kazuya Yanagiba, Arcangelo Limone)
- Weiß kreuz (Yohji Kudou)
- La stirpe delle tenebre (Tsuzuki Asato)
- La legge di Ueki (Matthew)
- Hyou Senki (Giovane signore Arashi)
- Torino (Starjun)
- Kuroko no Basket (Kagetora Aida, narratore)
- Dragon Ball Super (Zamasu)
- One Piece (Pedro)
- L'attacco dei giganti (Uri Reiss,Clown)
- Tenken - Reincarnato in una spada (Maestro)
- Uzumaki (Shuichi Saito)

### OAV
- Angel Sanctuary (Katan)
- Blue Submarine No.6 (Myong Hea Yun)
- Eyeshield 21 (Hiruma Youichi)
- Fuyu no semi (Touma Kusaka)
- Haru wo Daiteita (Youji Katou)
- Harukanaru Toki no Nakade (Arikawa Masaomi)
- Chrono Trigger OVA (Johnny)
- Papa to Kiss in the Dark (Kyousuke Munakata)
- I Cavalieri dello zodiaco - Saint Seiya - Hades (Eaco di Garuda)
- Saint Seiya: The Lost Canvas (Shin)
- Saiyuki (Ensui)
- Super Robot Wars Original Generation: The Animation (Ryusei Date)
- Tekken - The Animation (Lee Chaolan)
- Viper GTS (Alpina)
- You are Ms. Servant (Mentore di Yuki)
- Level C (Kazuomi Honjo)

### Videogiochi
- .hack//Mutation (Crim)
- .hack//Outbreak (Crim)
- .hack//Quarantine (Crim)
- .hack//G.U. Vol. 1//Rebirth (Kuhn)
- .hack//G.U. Vol. 2//Reminisce (Kuhn)
- .hack//G.U. Vol. 3//Redemption (Kuhn)
- .hack//Link (Kuhn)
- .hack//G.U.: Last Recode (Kuhn)
- Atelier Yumia: The Alchemist of Memories & the Envisioned Land (Basilius)
- Babylon's Fall (Philon/Bemus)
- Baldr Force EXE (Yuuya Nonomura)
- Baten Kaitos Origins (Giacomo)
- Blazer Drive (Kuroki)
- Bleach: Shattered Blade (Kisuke Urahara)
- Bleach: Soul Resurrección (Kisuke Urahara)
- Bleach: Brave Souls (Kisuke Urahara)
- Bleach: Rebirth of Souls (Kisuke Urahara)
- Capcom vs. SNK: Millennium Fight 2000 (Sagat)
- Capcom vs. SNK 2 (Sagat)
- Danganronpa Another Episode: Ultra Despair Girls (Haiji Towa)
- Dead or Alive 5 (Akira Yuki)
- Dengeki Bunko: Fighting Climax (Akira Yuki)
- Devilman (videogioco) (Akira Fudo)
- Dissidia Final Fantasy: Opera Omnia (Edgar Roni Figaro)
- Dragon Ball Xenoverse 2 (Zamasu, Zamasu fuso)
- Dragon Ball FighterZ (Zamasu, Zamasu Fuso)
- Dragon Ball Legends (Zamasu, Zamasu Fuso)
- Dragon Ball: Sparking! Zero (Zamasu)
- Dragon Quest Rivals (Corvus)
- Ehrgeiz: God Bless the Ring (Sephiroth)
- El Shaddai: Ascension of the Metatron (Enoch)
- Famicom Detective Club: The Girl Who Stands Behind (Tatsuya Hibino)
- Fantasy Life i: La ragazza che ruba il tempo (Aeshan)
- Fate/stay night [Realta Nua] (Assassin)
- Fate/tiger colosseum (Assassin)
- Fate/unlimited codes (Assassin)
- Fate/hollow ataraxia (Assassin)
- Fate/Grand Order (Assassin/Sasaki Kojirō, Lancer/Fionn mac Cumhaill, Lancer/Leonidas I, Caster/Paracelsus von Hohenheim)
- Fate/Samurai Remnant (Sasaki Kojirō)
- Fighters Megamix (Akira Yuki)
- Final Fantasy Fables: Chocobo's Dungeon (Cid)
- Fire Emblem Heroes (Bruno)
- Galaxy Angel (Prince Eonia Transbaal)
- Galerians: Ash (Ash)
- Granblue Fantasy (Gunther, Tatsuma Sakamoto)
- Growlanser (Ariost)
- Growlanser II: The Sense of Justice (Ariost)
- Growlanser: Heritage of War (Krious)
- Harukanaru toki no naka de (Minamoto no Yorihisa)
- Harukanaru toki no naka de 2 (Minamoto no Yoritada)
- Harukanaru toki no naka de 3 (Arikawa Masaomi)
- Harukanaru toki no naka de 4 (Hiiragi)
- Honkai: Star Rail (Blade)
- I Cavalieri dello Zodiaco - Hades (Eaco di Garuda)
- Infinite Undiscovery (Eduardo)
- Initial D Special Stage (Takumi Fujiwara)
- JoJo's Bizarre Adventure: All Star Battle (Gyro Zeppeli)
- JoJo's Bizarre Adventure: Eyes of Heaven (Gyro Zeppeli)
- JoJo's Bizarre Adventure: All Star Battle R (Gyro Zeppeli)
- Kengo: Legend of the 9 (Miyamoto Musashi)
- Kill la Kill IF (Aikuro Mikisugi)
- Kingdom Hearts (Aladdin)
- Kingdom Hearts: Chain of Memories (Aladdin)
- Kingdom Hearts II (Aladdin)
- Kingdom Hearts Re:Chain of Memories (Aladdin)
- Lifeline (Allen Honda)
- Mega Man Legends 2 (Geetz, Birdbot)
- Mega Man X6 (Blaze Heatnix)
- Monark (Kurama Hitotsubashi)
- Naruto: Clash of Ninja 2 (Mizuki)
- Naruto: Gekitou Ninja Taisen! 3 (Mizuki)
- Naruto: Gekitou Ninja Taisen! 4 (Mizuki)
- Nekketsu Seisyun Nikki 2 (Nagare Namikawa)
- Nioh (Sanada Yukimura)
- No More Heroes III (Jeane)
- Persona 5 Strikers (Zenkichi Hasegawa)
- Pokémon Masters EX (James)
- Pokémon Snap (Charizard, Poliwag, Starmie)
- Prince of Persia: Le sabbie del tempo (Principe)
- Project X Zone (Akira Yuki)
- Project X Zone 2 (Akira Yuki)
- Project Justice: Rival Schools 2 (Nagare Namikawa)
- Rapid Reload (Vikard)
- Rune Factory: Guardians of Azuma (Kurama)
- Saint Seiya: Brave Soldiers (Eaco di Garuda)
- Saint Seiya: Soldiers' Soul (Eaco di Garuda)
- Sega Superstars (Akira Yuki)
- Shin Megami Tensei III: Nocturne HD Remaster (Lucifero)
- Shin Megami Tensei V (Lucifero)
- Shin Megami Tensei V: Vengeance (Lucifero)
- SINoALICE (Roy Mustang)
- Sonic & SEGA All-Stars Racing (Akira Yuki)
- Star Ocean: Second Evolution (Lucifer/Cyril)
- Star Ocean: The Second Story R (Lucifer/Cyril)
- Street Fighter Alpha: Warriors' Dreams (Sagat, Annunciatore)
- Street Fighter Alpha 2 (Sagat, Annunciatore)
- Street Fighter Alpha 3 (Sagat)
- Summon Night 4 (Seilong)
- Super Robot Wars Alpha (Ryusei Date)
- Super Robot Wars Alpha Gaiden (Ryusei Date)
- Super Robot Wars Alpha 2 (Lasse Lundberg)
- Super Robot Wars Alpha 3 (Ryusei Date)
- Super Robot Wars OG: Original Generations (Ryusei Date)
- Super Robot Wars A Portable (Saburouta Takasugi)
- Super Robot Wars Z2: Destruction Chapter (Lockson Stratos, Keiichiro Aoyama)
- Super Robot Wars Z2: Rebirth Chapter (Lockson Stratos, Keiichiro Aoyama)
- Super Robot Wars Z3: Hell Chapter (Lockson Stratos, Keiichiro Aoyama, Kurz Weber)
- Super Robot Wars Z3: Heaven Chapter (Lockson Stratos, Keiichiro Aoyama, Kurz Weber)
- Super Robot Wars V (Lockson Stratos, Saburouta Takasugi, Kurz Weber)
- Super Robot Wars T (Saburouta Takasugi)
- Super Robot Wars 30 (Ryusei Date)
- Super Smash Bros. Melee (Scizor)
- Super Smash Bros. Brawl (Charizard, Starmie)
- Super Smash Bros. per Nintendo 3DS e Wii U (Charizard, Starmie, Darkrai)
- Super Smash Bros. Ultimate (Charizard, Akira Yuki, Charmender, Starmie, Scizor, Darkrai)
- Tatsunoko Fight (Volter)
- Tales of Rebirth (Milhaust Selkirk)
- Tales of Hearts R (Creed Graphite)
- The King of Fighters: All Star (Rudy, Akira Yuki)
- The Legend of Dragoon (Albert)
- The Legend of Heroes: Trails from Zero (Randy Orlando)
- The Legend of Heroes: Trails to Azure (Randy Orlando)
- The Legend of Heroes: Akatsuki no Kiseki (Randy Orlando)
- The Legend of Heroes: Trails of Cold Steel III (Randy Orlando)
- The Legend of Heroes: Trails of Cold Steel IV (Randy Orlando)
- The Legend of Heroes: Trails into Reverie (Randy Orlando)
- Tokimeki Memorial Girl's Side (Shiki Mihara)
- Virtua Fighter 2 (Akira Yuki)
- Virtua Fighter 3 (Akira Yuki)
- Virtua Fighter 4 (Akira Yuki)
- Virtua Quest (Akira Yuki)
- Virtua Fighter 5 (Akira Yuki)
- World of Final Fantasy (Edgar Roni Figaro)
- Xenoblade Chronicles 2: Torna - The Golden Country (Minoth)
- YU-NO: A Girl Who Chants Love at the Bound of this World (Hideo Toyotomi)
- Zangeki no Reginleiv (Volundr)

### Ruoli doppiati
- Aladdin (Aladdin)
- Batman: Gotham Knight (Batman/Bruce Wayne) (episodio 3)
- Beast Wars (Inferno)
- The Bourne Identity (Jason Bourne)
- Bowling for Columbine (Marilyn Manson)
- Castlevania (Alucard)
- Dragon Booster (Moordryd Paynn)
- Poeti dell’inferno (Arthur Rimbaud)
- Il trenino Thomas (Bertie il Bus, Stagione 9, sostituendo Hikaru Midorikawa)
- The Birdcage (Val Goldman)
- X-Men (Michael Fassbender)

### Drama CD
- Hana-Kimi (Minami Nanba)
- Kiss in the Dark serie (Kyōsuke Munakata)
- Tokyo Crazy Paradise (Ryuji Shirogami)
- Never Give Up! (il padre di Akira)
- Haru wo Daiteita serie (Kato Yōji)
- Boku no Koe (Hosaka Jōichirō)
- La stirpe delle tenebre (Tsuzuki Asato)

### Tokusatsu
- Kamen Rider Den-O - (Sieg/Wing-Ryotaro/Den-O Wing Form (Ep. 23-24, 49))
- Kamen Rider Den-O: I'm Born! - (Sieg/Wing-Ryotaro/Den-O Wing Form)
- Farewell, Kamen Rider Den-O: Final Countdown - (Sieg/Den-O Wing Form)
- Imagin Anime - (Sieg)

## Doppiatori italiani
Nelle versioni in italiano nelle opere in cui ha doppiato, Shin'ichirō Miki è stato sostituito da:
- Gianluca Iacono in Fullmetal Alchemist, Naruto, Fate/stay night
- Simone D'Andrea in Pokémon, Wedding Peach
- Claudio Moneta in Bleach: Memories of Nobody, Bleach: The DiamondDust Rebellion
- Massimo Lodolo in Samurai Champloo
- Alessandro Tiberi in Initial D
- Marco Balzarotti in Wedding Peach
- Gabriele Calindri in La stirpe delle tenebre
- Maurizio Merluzzo in Dragon Ball Super
- Vittorio Guerrieri in Kill la Kill